# Yo-u-hoe
Yo-u-hoe (Association of Women Friends) var en förening för kvinnors rättigheter i Korea, grundad 1899.
Den verkade mot diskriminerande seder så som könssegregering och mäns rätt att hålla konkubiner. Den höll vid ett tillfälle en berömd demonstration genom sittning utanför Toksu-palatset i protest mot mäns hållande av konkubiner. 